# 小行星7674
小行星7674（英語：7674 Kasuga）是一颗围绕太阳公转的小行星。1995年11月15日，圓舘金、渡邊和郎在北见发现了此天体。
这颗小行星的绝对星等为214.1502335894568等。